# Попільня (станція)
Попільня — проміжна залізнична станція Козятинської дирекції Південно-Західної залізниці (Україна), розташована на дільниці Козятин I — Фастів I між зупинними пунктами Харліївка (відстань — 9 км) і Саверці (6 км). Відстань до ст. Козятин I — 54 км, до ст. Фастів I — 39 км.

## Історія
Станція виникла у 1870 році, коли було відкрито лінію Київ — Фастів I — Козятин I. Поруч розташовувалося село Попільня, від якого станція і отримала назву. А пристанційне селище також стало називатися Попільня і поступово переросло в районний центр. Станція Попільня обслуговувала переважно Андрушківський, Корнинський та Ходорківський цукрові заводи.
У 1964 році лінію, на якій розташована станція, було електрифіковано.
Від станції відгалужуються дві залізничних гілки: 30-кілометрова до райцентру міста Сквири Київської області та промислова гілка до цукрового заводу імені Цюрупи в селі Андрушки. Обидві гілки використовуються досить рідко і лише для вантажних перевезень (хоча у 1980-ті роки на Сквиру деякий час ходив поїзд).

## Пасажирське сполучення
На вокзалі станції Попільня працюють каси, зала очікування.
Налагоджено пожвавлений рух приміських електропоїздів до Києва, Фастова і Козятина (маршрути сполученням Київ — Козятин I). Тому багато мешканців Попільні їздить на роботу (переважно у Вишневе, Київ та Бердичів) приміськими електропоїздами, користуючись місячними проїзними квитками.
На станції зупиняються також прискорені поїзди до Хмельницького, Шепетівки, Рівного, Ужгорода і Шостки.
З 4 листопада 2016 року на станції зупинявся двоповерховий міжрегіональний електропоїзд подвійного живлення Вінниця — Харків (до Харкова 6,5 годин їзди). З 29 липня 2017 року маршрут потяга № 719/720 Харків — Вінниця —  Харків обмежений до станції Київ-Пасажирський. При цьому нумерація потяга на ділянці від Харкова до Києва залишилася без змін.
Водночас більшість нічних поїздів не зупиняється, для посадки на них потрібно їхати електричкою в Козятин I, Фастів I або Київ.